# Ely (Minnesota)
Ely és una població dels Estats Units a l'estat de Minnesota. Segons el cens del 2000 tenia 3.724 habitants.

## Demografia
Segons el cens del 2000, Ely tenia 3.724 habitants, 1.912 habitatges, i 916 famílies. La densitat de població era de 528,6 habitants per km².
Dels 1.912 habitatges en un 21,4% hi vivien nens de menys de 18 anys, en un 41,6% hi vivien parelles casades, en un 8,4% dones solteres, i en un 45,9% no eren unitats familiars. En el 39% dels habitatges hi vivien persones soles el 21,1% de les quals corresponia a persones de 65 anys o més que vivien soles. El nombre mitjà de persones vivint en cada habitatge era de 2,05 i el nombre mitjà de persones que vivien en cada família era de 2,72.
Per edats la població es repartia de la següent manera: un 17,8% tenia menys de 18 anys, un 16,2% entre 18 i 24, un 21,6% entre 25 i 44, un 22,9% de 45 a 60 i un 21,6% 65 anys o més.
L'edat mediana era de 41 anys. Per cada 100 dones de 18 o més anys hi havia 102,6 homes.
La renda mediana per habitatge era de 27.615 $ i la renda mediana per família de 36.047 $. Els homes tenien una renda mediana de 34.559 $ mentre que les dones 18.833 $. La renda per capita de la població era de 16.855 $. Entorn del 9,5% de les famílies i el 14,5% de la població estaven per davall del llindar de pobresa.

## Poblacions més properes
El següent diagrama mostra les poblacions més properes.